# Liên đoàn thể dục nghệ thuật Nga
Liên đoàn thể dục nghệ thuật Nga (viết tắt tiếng Anh: AGFR, tiếng Nga: Федерация спортивной гимнастики России (ФСГР), đã Latinh hoá: Federatsiya sportivnoy gimnastiki Rossii (FSGR)) là cơ quan quản lý thể dục dụng cụ chính thức của Nga. Đây là một liên đoàn thành viên của cả Liên minh thể dục dụng cụ châu Âu cũng như Liên đoàn thể dục dụng cụ quốc tế.

## Sự kiện
Liên đoàn thể dục nghệ thuật Nga đã đứng ra tổ chức rất nhiều giải đấu của bộ môn này tại Nga, dưới đây là những giải đấu đáng chú ý nhất:
| Tên giải đấu                            | Tần suất    |
| --------------------------------------- | ----------- |
| Giải vô địch thể dục nghệ thuật Nga     | Thường niên |
| Giải vô địch thể dục nghệ thuật trẻ Nga | Thường niên |
| Cúp thể dục nghệ thuật Nga              | Thường niên |

## Người đứng đầu
- Vasily Titov — Chủ tịch (từ tháng 10, 2014)Ông Vasily Titov tại Thế vận hội Trẻ Mùa hè 2018

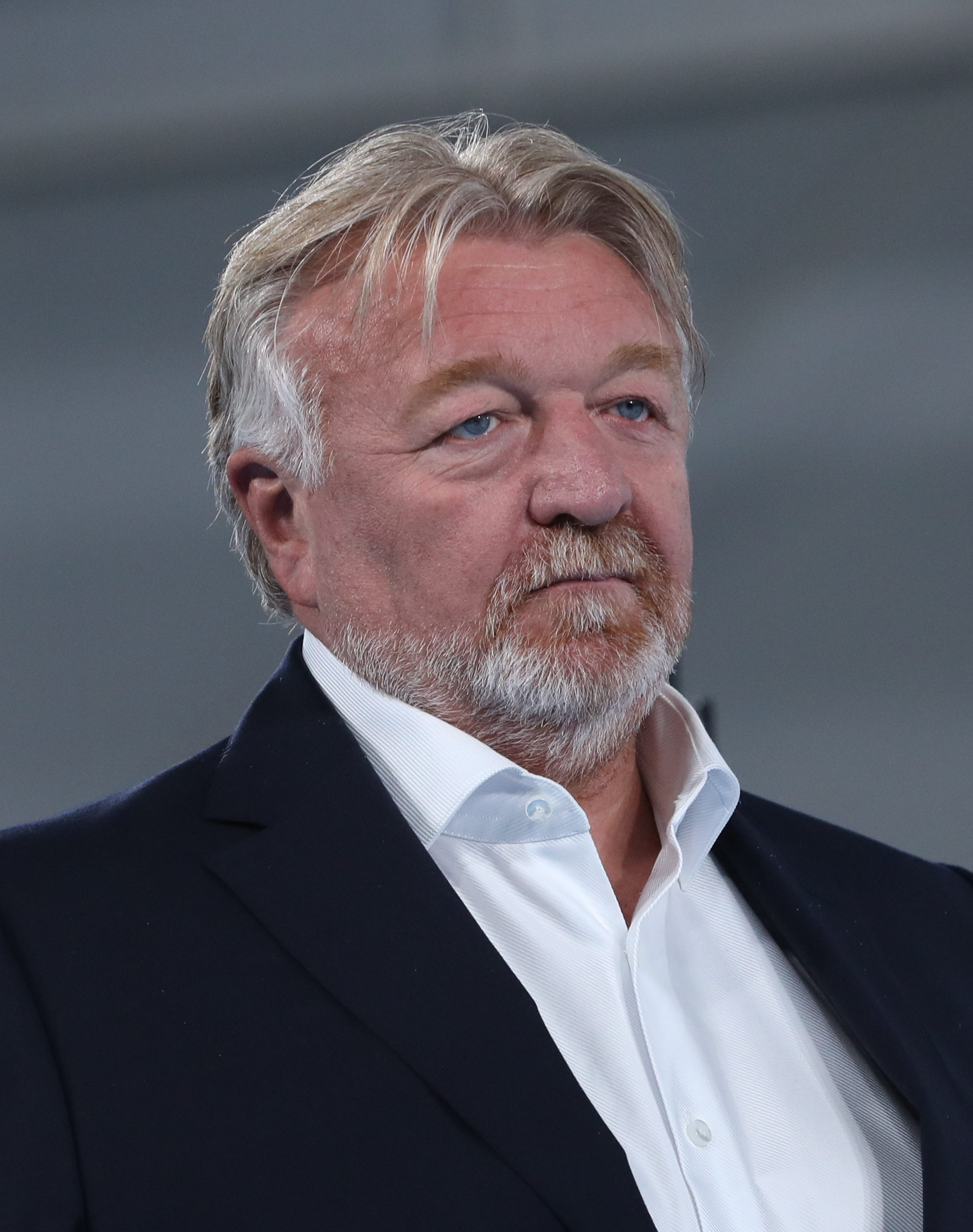
Ông Vasily Titov tại Thế vận hội Trẻ Mùa hè 2018

## Nhà tài trợ
- Ngân hàng VTB — Nhà tài trợ chính